# Europamester
Europamester er titlen på den person eller det hold, der vinder europamesterskabet (ofte forkortet EM) i en given sportsgren. F.eks. vandt Danmark i 1992 EM i fodbold og blev dermed europamester.
| Sport | Spire Denne artikel om sport er en spire som bør udbygges. Du er velkommen til at hjælpe Wikipedia ved at udvide den. |